# Vida em Marte
ALH 84001: meteorito de Marte 
que, supostamente, traria sinais 
de vida microbiana fossilizada.
Cientistas há muito tempo especulam sobre a possibilidade de vida em Marte, devido à proximidade e algumas similaridades do planeta, com a Terra. A questão permanece em aberto: se existe vida em Marte atualmente, ou se existiu no passado.
Nas pesquisas feitas pelas sondas enviadas a Marte após o ano 2000, parece dar tênue luz à objeção, já que não foram encontrados vestígios de vida atual no planeta. Entretanto, a possibilidade de ter existido condições para a vida se torna mais aceitável, pois há evidências da presença de água na sua superfície num passado longínquo de dois bilhões de anos, e de existência atual de água nos seus polos; além de suspeitas de que exista também água sob a superfície do planeta. Novo impulso surge em 4 de agosto de 2011, com a divulgação da NASA através da Science, da descoberta de fluxos de água em encostas quentes marcianas que não apenas pelo seu alto teor salino resistiria à congelação, como justificaria ainda a vida de extremófilos.

## Especulações iniciais

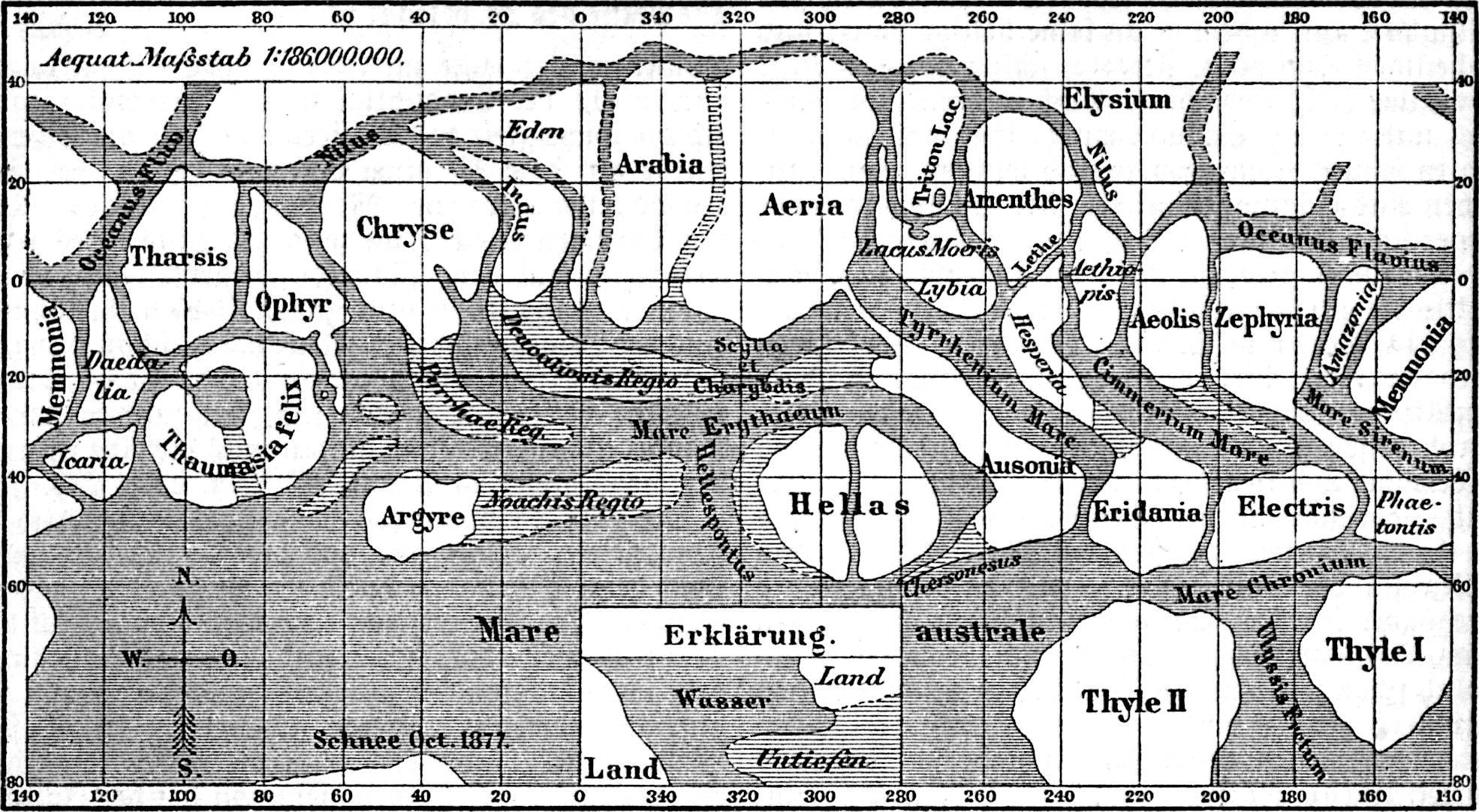
Mapa histórico do planeta Marte, do astrônomo italiano Giovanni Schiaparelli.

As calotas polares de Marte foram observadas ainda na metade do século XVII. Pelas observações de William Herschel ao final do século XVIII, ficou provado que cresciam e encolhiam alternadamente, no verão e inverno de cada hemisfério. Na metade do século XIX, os astrônomos já concebiam algumas similaridades de Marte com a Terra, por exemplo, a duração do dia era bem próxima à da Terra. Também já tinham consciência de que a inclinação axial também era similar à da Terra; o que significava que Marte tinha estações da mesma forma que a Terra - entretanto com quase o dobro de duração, devido ao seu ano bem mais extenso. Tais observações levaram ao aumento de especulações de que as discrepâncias de albedo poderiam indicar que onde o albedo era mais escuro, seria a área de existência de água, nos mais claros terra. Portanto era natural supor que Marte teria condições de abrigar alguma forma de vida.

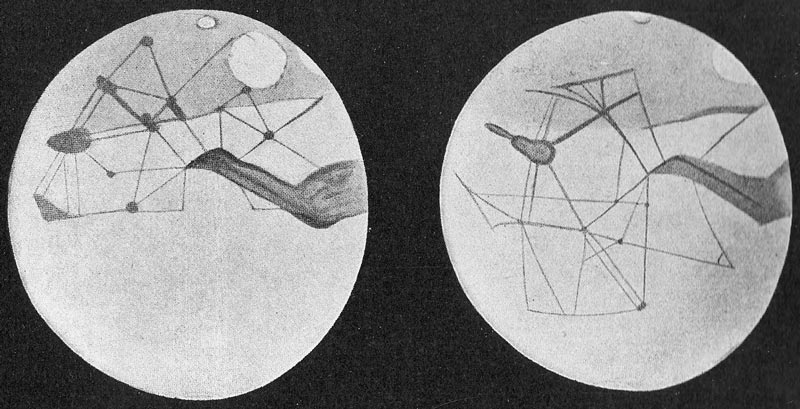
Canais marcianos segundo Percival Lowell.

Em 1854, William Whewell, um membro da universidade de Trinity College, Cambridge, quem popularizou a palavra cientista, teorizou que Marte tinha mares, terras e possíveis formas de vida. Especulações sobre vida em Marte eclodiram ao final do século XIX, devido às observações telescópicas feitas por alguns observadores que aparentemente notavam a existência de canais — que logo descobriu-se tratar de ilusões de óptica. Apesar disso, em 1895 o astrônomo estadunidense Percival Lowell publicou seu livro "Marte", seguido por "Marte e seus canais" em 1906, propondo que os canais eram obra de alguma civilização avançada extinta havia muito tempo. Essa ideia levou o escritor Britânico H. G. Wells a escrever "A guerra dos mundos" em 1897, narrando uma invasão de aliens de Marte à Inglaterra.
Análises espectroscópicas da atmosfera de Marte iniciaram-se em meados de 1894, quando o astrônomo estadunidense William Wallace Campbell demonstrou que não havia presença nem de água, nem de oxigênio na atmosfera marciana. Já em 1909 telescópios mais avançados e a melhor oposição periélica de Marte desde 1877 conclusivamente colocaram fim à teoria do canal.

## Mariner 4

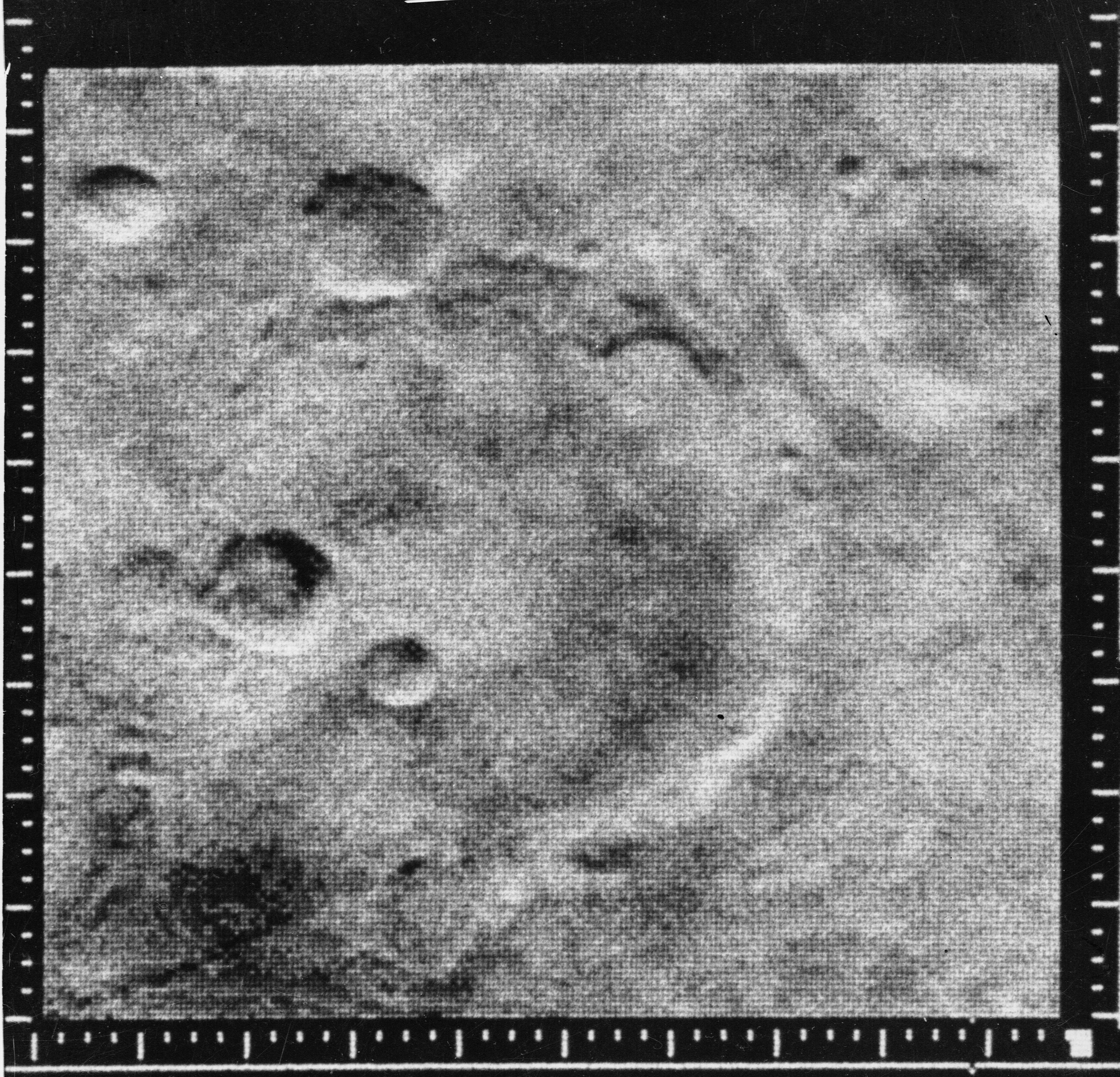
Foto de Marte pela Mariner 4.

As fotografias de Marte tiradas pela sonda Mariner 4 em 1965, mostraram um planeta árido, sem rios ou oceanos ou qualquer sinal de vida. Mais tarde revelou também que a superfície (ao menos as partes fotografadas) era coberta por crateras, indicando a inexistência de placas tectônicas ou de qualquer forma de ciclos climáticos nos últimos 4 bilhões de anos. A espaçonave também descobriu que Marte não possui campo magnético que protegeria o planeta de potenciais raios cósmicos que podem ameaçar a existência de vida. A Mariner também foi capaz de calcular que a pressão atmosférica do planeta era entre 4 e 7 milibars, o que significa que água líquida não poderia existir na superfície do planeta, quando levado em conta as temperaturas vigentes no astro vermelho. Após a Mariner 4, a procura por vida em Marte mudou para uma busca por formas de vida microscópicas ao invés de organismos multicelulares, devido ao ambiente ser muito hostil para estes.

## Experimentos da Viking

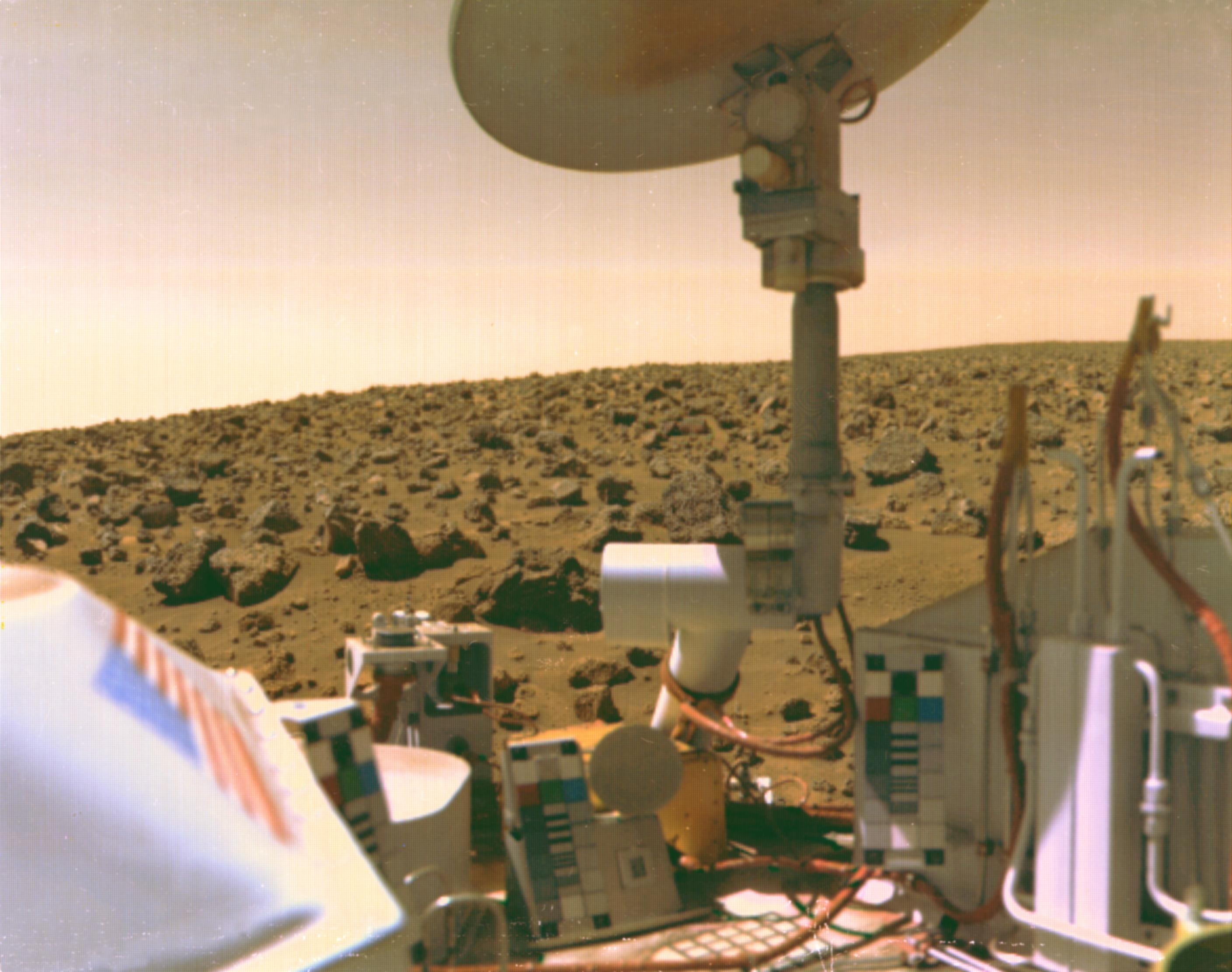
Imagem de Marte pela Viking 2.

A missão inicial das sondas Viking da década de 1970 era levar experimentos feitos para detectar microorganismos em solo marciano. A grande dificuldade dessas missões era que o conhecimento da NASA sobre as condições da superfície de Marte, era limitado somente ao acervo fornecido pela Mariner 4, portanto os testes das Viking's eram formulados para busca de vida similares às encontradas na Terra. Todavia, dos quatro experimentos levados a cabo, os experimentos classificados trouxeram resultados enigmáticos mostrando aumento da produção de CO2 na primeira exposição à água e nutrientes. Contudo esse sinal de vida foi contestado por muitos cientistas, ao afirmarem que elementos químicos superoxidantes no solo teriam produzido esse efeito sem presença de vida. Em oposição, também foi afirmado que as experiências averiguadas detectaram que eram tão poucos organismos metabolizantes no solo marciano que seria impossível detectá-los. Esta visão é proposta por um dos criadores dos experimentos, Gilbert Levin, que acredita que os resultados das sondas Vikinkgs são diagnósticos que provam a existência de vida em Marte.
Uma reanálise dos dados das missões Viking feita 30 anos após o Programa foram feitas à luz do conhecimento de extremófilos, seres adaptados à situações extremas de vida, sugerem que os testes da Viking não eram sofisticados o suficiente para detectar tais formas de vida, e talvez até as tenha matado durante o procedimento. A ideia central é que ao contrário de ser destruído pelos altos níveis de Peróxido de hidrogênio e outros oxidantes, as formas de vida em Marte poderiam usar esses elementos químicos para ajudá-los a sobreviver. Por exemplo, o peróxido de hidrogênio impediria a água dentro de uma célula de congelar a -50 °C e é higroscópica (capaz de absorver água), um artifício útil num planeta árido. Os pesquisadores citam o Acetobacter peroxidans como um exemplo conhecido de micróbio que usa peróxido de hidrogênio em seu metabolismo.
Há ainda, alguns cientistas que afirmam que: se havia vida nos locais de pouso da Viking, talvez tenham sido mortos durante a exaustão dos foguetes durante o pouso.

## Pesquisas recentes

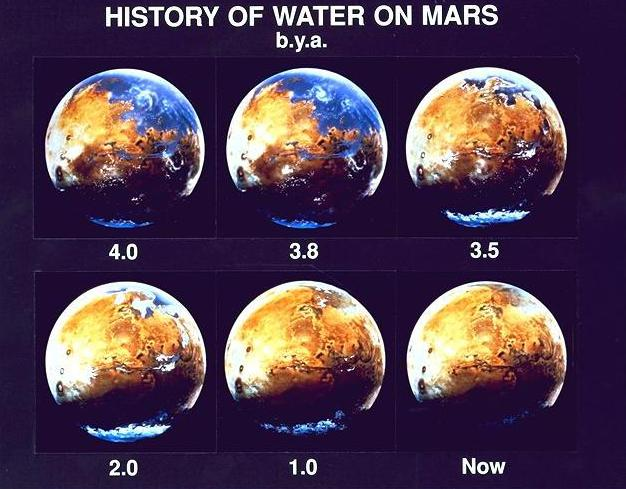
Uma série de concepções artísticas sobre o passado hipotético de água cobrindo Marte.

Observações feitas no final dos anos 90 pela Mars Global Surveyor confirmaram a suspeita de que Marte, ao contrário da Terra, não possui mais um campo magnético substancial, aumentando potencialmente ameaça à vida pela radiação cósmica que pode alcançar a superfície do planeta. Cientistas também especulam a possibilidade de que a falta de proteção devido ao diminuto campo magnético ajudou o vento solar dissipar grande parte da atmosfera de Marte no curso de bilhões de anos.[carece de fontes?]
Em junho de 2018, a NASA informou que o astromóvel Curiosity havia encontrado evidências de compostos orgânicos complexos de rochas com idade de aproximadamente 3,5 bilhões de anos, cujas amostras vieram de dois locais distintos em um lago seco na cratera Gale. As amostras de rochas, quando pirolisadas pelo instrumento da Curiosity, liberaram uma série de moléculas orgânicas; estes incluem tiofenos contendo enxofre, compostos aromáticos tais como benzeno e tolueno, além de compostos alifáticos tais como propano e buteno. Os níveis de compostos orgânicos são 100 vezes maiores que as descobertas anteriores. Os autores especulam que a presença de enxofre pode ter ajudado a preservar os compostos orgânicos.
Os produtos de decomposição se assemelham aos gerados pelo querogênio, um precursor do petróleo e do gás natural na Terra, bem como normalmente ocorrem em carvão, estromatólitos e microfósseis. A NASA afirmou que essas descobertas não são evidências de que a vida existiu no planeta, mas que os compostos orgânicos necessários para sustentar a vida microscópica estavam presentes. Devido à forma como a atmosfera marciana pode preservar esses compostos, pode haver fontes mais profundas de compostos orgânicos no planeta. Foi encontrado um grupo de compostos orgânicos, tiofenos, sugerindo que um processo biológico, provavelmente envolvendo bactérias em vez de trufa, pode ter desempenhado um papel na existência do composto orgânico no solo marciano.